# Ernestus Ebeling
Ernestus Ebeling (Amsterdam, 21 september 1738 - Amsterdam, 25 maart 1796) was een advocaat en koopman aan het einde van de 18e eeuw. Ebeling was een vooraanstaand patriot in Amsterdam en was betrokken bij de verdediging van de stad. Hij werd uit zijn functie gezet in oktober 1787 en uit het gewest verbannen. Hij verhuisde naar Keur-Mainz en werd benoemd als geheimraad van Friedrich Karl Joseph von Erthal, de keurvorst van Mainz en werkte mogelijk samen met Karl Theodor von Dalberg

## Biografie
Ebeling trouwde in 1766 met Maria Elizabeth Hasselgreen. Hij woonde toen op de Fluwelenburgwal. Zijn vader Anthony was eigenaar van een katoendrukkerij aan de Overtoom.
Anna Maria Ebeling, het enige kind van Ernestus Ebeling, werd op 15 oktober 1767 thuis luthers gedoopt. Ongeveer een maand later stierf haar moeder. Haar vader hertrouwde in 1770 met Sandrina van den Broeke en woonde toen op de Binnen-Amstel. Zij was de weduwe van Georg Lodewijk Matthes. Uit dit huwelijk werden nog drie meisjes en twee jongens geboren. Sandrina van den Broeke, afkomstig uit Middelburg, stierf in 1783. Er waren drie onmondige kinderen in leven.
In mei 1787 werd hij tot kapitein in schutterij verkozen. Op 10 oktober geeft Amsterdam zich over, als laatste stad in Holland. Karel Willem Ferdinand van Brunswijk neemt zijn intrek in een oude katoenfabriek van de familie De Clercq aan de Amstelveenseweg en zegt toe dat hij zorg zal dragen dat de wraakacties en plunderingen zo veel mogelijk worden onderdrukt. Veel patriotten weken uit naar Antwerpen, Brussel en sommige Frankrijk. Een enkeling vlucht richting Duitsland.
Ebeling zou via de Oostenrijkse Nederlanden in Mainz terecht zijn gekomen. De keurvorst had interesse in Nederlandse vluchtelingen en Ebeling liet dat via Bernardus Blok in maart en mei 1788 in Brussel onder de aandacht brengen; echter zonder resultaat.
In april 1788 trouwde Anna Maria met de welgestelde bankier Paul Iwan Hogguer, zoon van een uit Zwitserland afkomstige hugenoot. Zij was een tekenares en kunstverzamelaarster.
In 1791 verkocht hij zijn huis op Singel 130 met een pakhuis op de Herengracht, dat hij van zijn vrouw had geërfd. Het is nog onduidelijk of hij zelf aanwezig was bij de verkoop.
In 1793 werd de eerste Duitse democratie, de Republiek Mainz gevestigd, maar de stad Mainz is snel belegerd door Pruisische troepen. Ebeling kreeg opnieuw te maken met de hertog van Brunswijk en vluchtte na het Beleg van Mainz (1793) in juli naar Versailles.
De familie Ebeling was betrokken bij de Hersteld Evangelisch-Lutherse kerk aan de Kloveniersburgwal (nu het Compagnietheater). Hij werd begraven vanuit het huis van zijn zoon Pieter op de Herengracht.